# エドワード・ルーカス

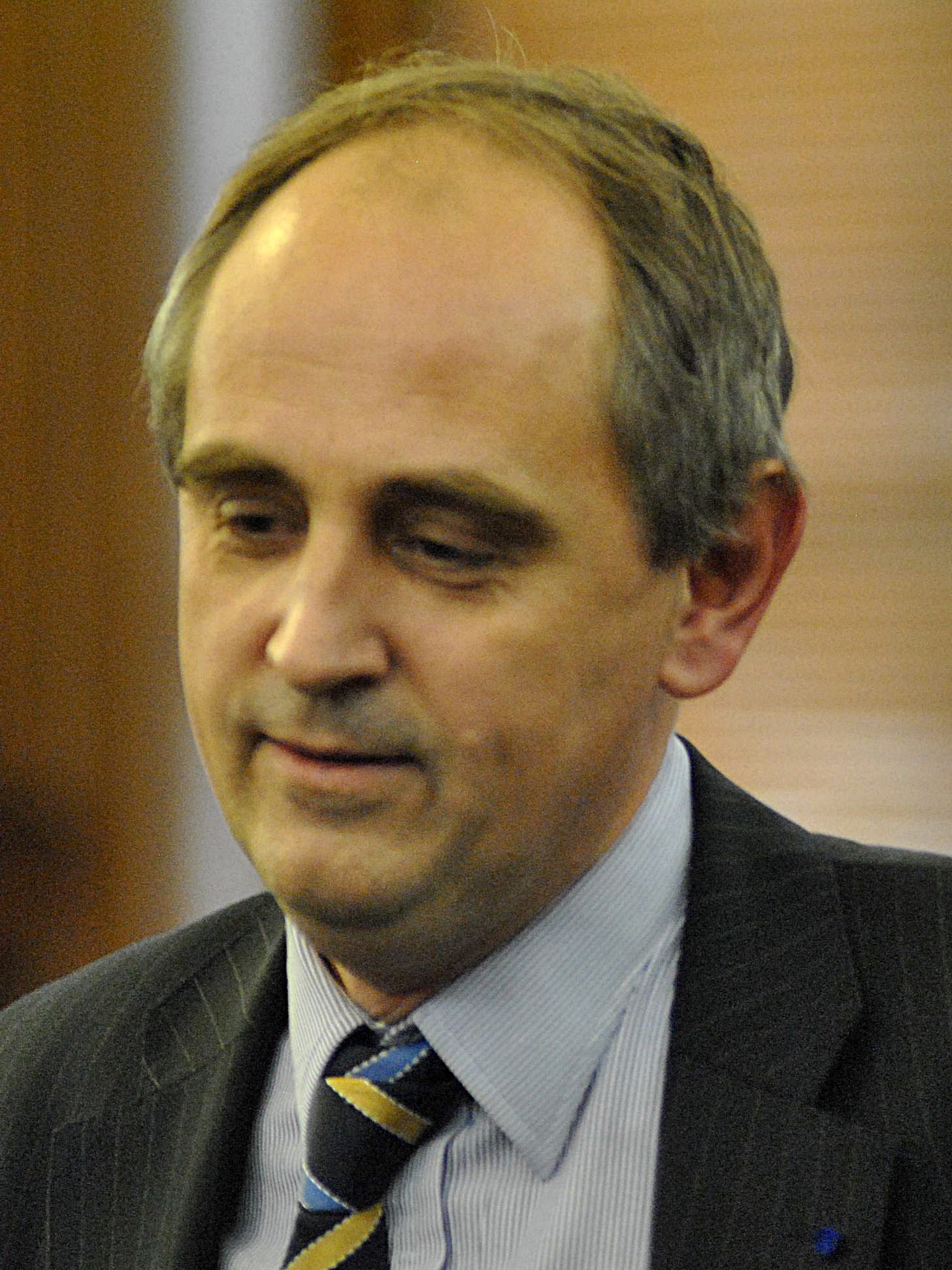
エドワード・ルーカス（2010年）

エドワード・ルーカス（Edward Lucas、1962年5月3日 - ) はイギリスの作家・ジャーナリストであり、特に安全保障の専門家である。

## 略歴
イギリス南西部のウィルトシャー生まれ。父親はオックスフォード大学の哲学研究者であるジョン・ルーカスである。オックスフォード大学ニューカレッジ・スクール（プレパラトリー・スクール ）、ウィンチェスター・カレッジ、ロンドン・スクール・オブ・エコノミクスで教育を受ける。ルーカスはクラクフのヤギェウォ大学でポーランド語を学んだ時期があるほか、ドイツ語、ロシア語、チェコ語、リトアニア語を話すことができる。

## キャリア
2021年の時点で、ルーカスはヨーロッパ政治研究所（Center for European Policy Analysis）のシニア・フェローである。またタイムズやデイリー・メイルにも寄稿を行っているほか、2019年9月から2020年3月までスタンドポイント誌の編集も行っていた。中欧から東欧にかけてが専門範囲であり、1986年からこの地域における政治経済、安全保障についての執筆や報道、講演活動に携わっている。
ルーカスは1988年から2002年にかけて23年もの間、ザ・エコノミストに外国記者として関っており、また2017年までシニア・エディターも務めていた。1992年に彼が共同創業者として名を連ねたバルテッィック・インデペンデント社は、1996年にバルティック・オブザーバー社と合併し、バルティック・タイムズが誕生した。

## 私生活
ルーカスは最初の妻であるドイツ人のクラウディアとの間に2人の子供を、2人目の妻であるコラムニストのクリスティーナ・オドーネと、子供を1人設けている。
ルーカスは、2014年12月1日、エストニアで最初の電子居住者（e-Resident）となった。

## 著作
- The New Cold War: Putin's Russia and the Threat to the West , Palgrave Macmillan (19 February 2008), ISBN 978-0-230-60612-8.
- Deception: The Untold Story of East-West Espionage Today, Walker & Company (19 June 2012), ISBN 978-0-8027-1157-1
- The Snowden Operation: Inside the West's Greatest Intelligence Disaster, Amazon Publishing (23 January 2014), ASIN: B00I0W61OY
- Cyberphobia: Identity, Trust, Security and the Internet, Bloomsbury (5 May 2015), ISBN 978-1-4088-5013-8
- Spycraft Rebooted: How Technology is Changing Espionage, Amazon Publishing (6 March 2018), ASIN: B078W6LXGG